# Giove (astrologia)
Giove è un pianeta conosciuto e interpretato da tutte le tradizioni astrologiche contemporanee.

## Astrologia occidentale

Simbolo astrologico di Giove

Nell'astrologia occidentale il pianeta Giove è associato al principio della crescita, dell'espansione, della prosperità e della buona sorte, così come al senso interiore di giustizia di una persona, alla moralità e ai suoi più alti intenti e ideali. Governa i lunghi viaggi, specialmente quelli all'estero, l'istruzione più elevata, la mente superiore, la religione, la spiritualità, la filosofia, la legge e gli zii. È inoltre associato ad una propensione alla libertà e all'esplorazione, ai ruoli umanitari e protettivi, e con la capacità di rendere allegri e felici, o gioviali.
Secondo la tradizione il pianeta è domiciliato nel Sagittario (domicilio diurno) e nei Pesci (domicilio notturno), in esaltazione nel Cancro, in esilio nei Gemelli e nella Vergine, in caduta nel Capricorno.

Nell'astrologia moderna Giove è ritenuto il governatore della nona e della dodicesima casa, ma tradizionalmente gli erano assegnate la seconda e la nona (rispettivamente, la casa dei valori e dei pensieri) ed aveva "gioia" nell'undicesima casa, degli amici e delle aspirazioni.
Nell'astrologia medica il pianeta governa il sangue ed è associato al fegato, all'ipofisi e alla disposizione del tessuto adiposo.

## Astrologia cinese
Nell'astrologia cinese Giove è chiamato la stella del legno (木星) ed è importante in quanto considerato foriero di prosperità, al punto che al tempo della dinastia Zhou era noto con il nome Sui Xing, che significa Il Pianeta dell'Anno.
La sua importanza era tale che l'imperatore nominava direttamente un funzionario astronomo il cui compito specifico era l'osservazione del pianeta, di cui doveva registrare scrupolosamente la posizione rispetto alle costellazioni zodiacali, gli spostamenti al loro interno, e perfino il suo colore: se questo appariva tendente al rosso l'opulenza avrebbe regnato nelle regioni dell'impero situate geograficamente verso la direzione in cui il pianeta era visibile nel cielo; se invece il colore era giallo allora la prosperità era da ritenersi diffusa su tutto l'impero.

## Astrologia indiana
Nell'astrologia indiana Giove è chiamato Guru o Bṛhaspati ed è noto come il "grande maestro".